# Площадь Конституции (Санкт-Петербург)
Площадь Конститу́ции — на пересечении Краснопутиловской улицы, Новоизмайловского и Ленинского проспектов. Сформировалась в начале 1960-х годов. Прежние неофициальные названия — Круглая, Ново-Измайловская.

## Наименование
16 октября 1978 года присвоено наименование площадь Конституции (7 октября 1977 года была принята третья Конституция СССР — «брежневская»). Ранее в проектной документации фигурировало название Круглая площадь или Новоизмайловская площадь.

## История

- Сформировалась в начале 1960-х годов.
- Кроме её расположения на карте, по генплану Баранова, ничего не было реализовано (по генеральному плану Новоизмайловский пр. должен был пересечь площадь и продлиться далее на юг; перпендикулярно к Краснопутиловской улице на площадь должна была выйти ещё одна магистраль (её часть — современная улица Победы)[3], также по замыслу должна была стоять триумфальная колонна в центре площади, должен был выходить главный фасад Музея Революции с высокой часовой башней)[4].

## Достопримечательности

### Дом молодёжи (Новоизмайловский проспект, дом 48)

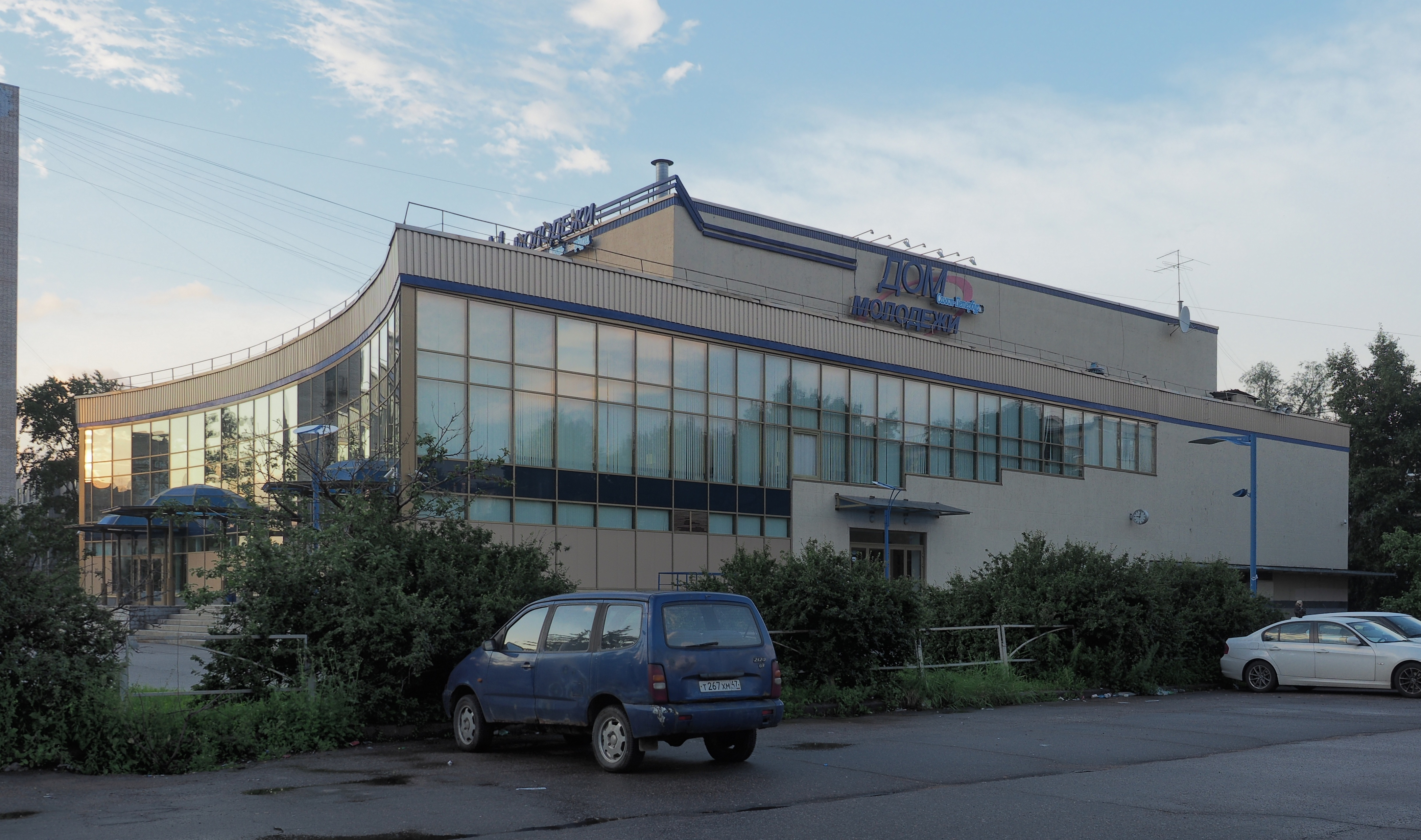
Дом молодёжи

Кинотеатр «Меридиан» или Дом молодёжи. Здание кинотеатра по типовому проекту построено в 1965-1970 годах по проекту архитекторов В. Белова, О. Василенко, И. Трегубова. Обращает на себя внимание огромная стеклянная стена на главном фасаде, выгнутая наподобие киноэкрана. В 2005-2007 годах проводился ремонт и реконструкция под Дом молодежи.

### Гостинично-деловой центр «Лидер» (площадь Конституции, дом 7,Ленинский проспект, дом 153)
Гостинично-деловой центр «Лидер» класса «В+» высотой 7 и 11 этажей построен в 2007 году. В решении фасадов главным является остекление из полированного прозрачного и тонированного стекла.

### Лидер-тауэр(площадь Конституции, дом 3, Ленинский проспект, дом 153)

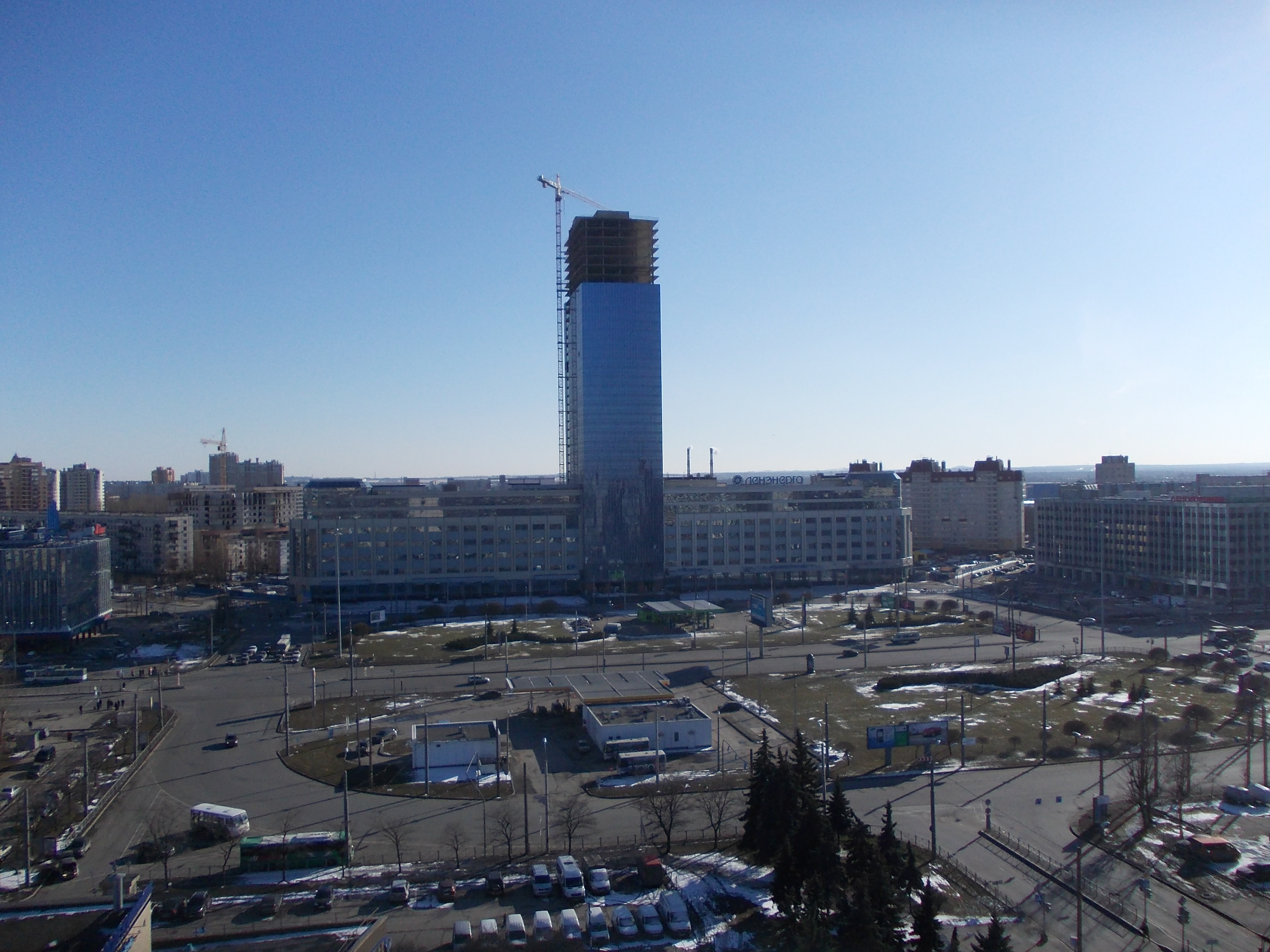
Строительство Лидер-тауэра. Март 2012 года

Деловой центр «Лидер Тауэр». 42-этажный небоскрёб (145,5 м) построен в 2008—2013 годах, фасады: остекление из полированного прозрачного и тонированного стекла. Бизнес-центр «Лидер» класса «В+», высота 7 и 11 этажей). До окончания строительства «Лахта-центра» — самое высокое здание Санкт-Петербурга.

### Ленгипроруда. Ленгипромез (Ленинский проспект, дом 151)
Здание проектных институтов Министерства черной металлургии СССР или Ленгипроруда. Ленгипромез или Гипроруда. Гипромез. 8-этажное здание построено в 1974 году по проекту архитекторов Г.Л. Бадаляна, Н.Н. Суетиной, С.И. Неймарка, В.Н. Добрецова, инженеров А.В. Вульфовича, И.Е. Каплана, З А. Затмана

### Здание проектных институтовГосстроя СССР(Ленинский проспект, дом 160)

Здание проектных институтов Министерства чёрной металлургии СССР

Здание проектных институтов Госстроя СССР. 8-этажное здание построено в 1974 году по проекту архитекторов Г.Л. Бадаляна, Н.Н. Суетиной, С.И. Неймарка, В.Н. Добрецова, инженеров А.В. Вульфовича, И.Е. Каплана, З А. Затмана

## Транспорт
Ближайшие станции метро к площади Конституции:  «Московская» (пешком до площади 1,2 км),  «Ленинский проспект» (2 км).
Рядом с площадью есть остановки общественного транспорта:
- «Площадь Конституции» (на Ленинском проспекте): автобус 13А, 26, 114, 130, 226, 239, 243, 244, 246, 333, троллейбус 27, 29, 35, 45.
- «Площадь Конституции/Краснопутиловская улица»: автобус 64, 256, троллейбус 17.
- «Краснопутиловская улица, 95»: автобус 62, 72, 244.
- «Новоизмайловский проспект»: автобус 63, 64, 72, троллейбус 17, 44.